# Juramento de Buenos Aires
El Juramento de Buenos Aires es un compromiso ético asumido voluntariamente por los científicos de la Facultad de Ciencias Exactas y Naturales de la Universidad de Buenos Aires (UBA) en el momento de su graduación como marco para el ejercicio de las tareas científicas puras o aplicadas en el futuro. Esta iniciativa surgió durante el Simposio Internacional sobre los Científicos, la Paz y el Desarme (1988) que tuvo lugar en la ciudad de Buenos Aires, Argentina.
Actualmente casi todos los científicos egresados de dicha facultad de la UBA adoptan esa responsabilidad en favor de la paz en el mundo, y viene inspirando proyectos similares y también en otras disciplinas.
El texto es breve y muy preciso:

Teniendo conciencia de que la ciencia y en particular sus aplicaciones pueden ocasionar perjuicios a la sociedad y al ser humano cuando se encuentran ausentes los controles éticos adecuados, me comprometo firmemente a que mi capacidad como científico nunca sirva a fines que lesionen la dignidad humana, guiándome por mis convicciones personales, asentadas en un auténtico conocimiento de las situaciones que me rodean y de las posibles consecuencias de los resultados que se derivarían de mi labor, no anteponiendo la remuneración o el prestigio, ni subordinándome a los intereses de empleadores o dirigentes políticos. La investigación científica que desarrolle será para beneficio de la humanidad y en favor de la paz